# Augustus De Morgan
Augustus De Morgan (Madurai, 27 giugno 1806 – Londra, 18 marzo 1871) è stato un matematico e logico britannico.
A lui si devono i teoremi di De Morgan che sono alla base dei sistemi logici elettronici e informatici. Per primo introdusse il termine induzione matematica e ne rese rigoroso il concetto. Infine formalizzò per primo l'algebra relazionale.

## Biografia

### Giovinezza
Il padre, tenente colonnello John De Morgan, ricoprì diversi incarichi di rilievo presso la Compagnia Britannica delle Indie Orientali, motivo per il quale il suo quinto figlio Augustus nacque proprio in India.
A causa delle scarse condizioni igieniche dell'India di quel tempo, Augustus ebbe subito un grave problema all'occhio destro, che costrinse il padre a tornare in Inghilterra. Rientrò in patria a soli 7 mesi, assieme alla sua famiglia, ma gli sforzi per salvargli l'occhio furono vani. Perse la vista dall'occhio destro, una menomazione che sarebbe stata cruciale nelle successive fasi della sua infanzia.
All'età di 10 anni suo padre morì e la madre cambiò in seguito spesso la propria residenza, spostandosi nell'Inghilterra del Sud. Per questa ragione l'educazione del giovane Augustus fu frammentaria; egli cambiò spesso istituti scolastici, con risultati disastrosi.
Le sue sofferenze scolastiche non si attenuarono fin quando Augustus venne ammesso al secondo livello dell'istruzione britannica, presso l'Oriel College di Oxford. Qui ebbe modo di approfondire oltre che le scienze matematiche, anche le discipline classiche.

### L'Università
Nel 1823, all'età di 16 anni, De Morgan fu ammesso al Trinity College di Cambridge, dove fu collocato sotto la protezione di George Peacock e William Whewell, in seguito amici fraterni per tutta la vita.
Negli anni del college, studiò anche musica; si avvicinò infatti al flauto, strumento che gli avrebbe valso l'ingresso nel club musicale dell'università.
Raggiunse il Bachelor of Arts, ovvero la laurea di primo livello, nel 1825 ma non conseguì il Master of Arts, ovvero la Laurea di secondo livello, in quanto il titolo veniva rilasciato solo a fronte del superamento di un esame di teologia. Esame che De Morgan si rifiutò di sostenere non essendo, come richiesto, fervente praticante della Chiesa d'Inghilterra. Tale esame sarà abolito solo nel 1875.

### Professione
Visti gli evidenti ostacoli a causa del suo pensiero religioso, e sbarrata così ogni possibilità di carriera a Cambridge, De Morgan decise di trasferirsi a Londra, la cui Università vantava posizioni di pensiero più liberali.
Nel 1827 presentò ufficialmente domanda come docente, e si vide assegnata la cattedra sebbene non avesse in curriculum alcuna pubblicazione. Tuttavia i rapporti con l'Università e soprattutto con il senato accademico non furono buoni, tanto che l'anno seguente De Morgan si dimise dall'incarico per riprendere la cattedra solo alcuni anni più tardi, quando l'Amministrazione universitaria cambiò atteggiamento spinta da una serie di riforme progressiste.
La prima di tali riforme fu l'istituzione della "Society for the Diffusion of Useful Knowledge", un'associazione di docenti universitari avente lo scopo di diffondere la conoscenza scientifica attraverso la produzione di trattati a basso costo. A tale organismo De Morgan aderì subito attraverso la stesura del tomo: "The Differential and Integral Calculus" e la compilazione di 106 articoli della "Penny Cyclopedia", la prima enciclopedia a basso costo della storia, edita dall'associazione e venduta in fascicoli del costo unitario di un penny.
Durante questi incarichi professionali De Morgan ebbe modo di scambiare pareri professionali con i più illustri personaggi dell'epoca e iniziò ad allacciare importanti amicizie, come ad esempio quella con William Frend.
Frend lo introdusse nei migliori salotti londinesi dell'epoca, come ad esempio casa DeFoe, dove De Morgan intratteneva spesso gli ospiti suonando il flauto. Di quella musica celestiale rimase folgorata Sophia Elizabeth, una delle figlie di Frend, che innamoratasi di De Morgan lo sposò nel 1837. Da lei De Morgan avrà sette figli (tre maschi e quattro femmine); un figlio in particolare, George, erediterà dal padre la passione per la matematica, divenendo ben presto il secondo valente matematico di casa De Morgan.
Fu proprio a George che venne l'idea di fondare un'associazione di matematici, alla quale ogni matematico del mondo potesse inviare i propri articoli ottenendone la pubblicazione. Nacque così nel 1865 la London Mathematical Society, di cui Augustus De Morgan fu il primo presidente, mentre il figlio George il primo segretario.

### La fine di un genio
Nel 1865, De Morgan decise di ritirarsi dall'insegnamento. La decisione sopravvenne dopo una nuova riorganizzazione dell'università e dopo che la stessa gli offrì una pensione di 500 sterline, una somma notevolissima per l'epoca. Due anni più tardi due eventi luttuosi devastarono la vita del matematico: dapprima la morte di George, e successivamente quella della seconda figlia, fecero piombare De Morgan in un profondo stato di esaurimento nervoso che lo condusse alla morte il 18 marzo 1871.

### Algebra delle relazioni
De Morgan ha scoperto l'algebra relazionale presentandola in una pubblicazione del 1860 (v. il testo del 1966 citato, pp. 208–46). Il suo studio fu poi esteso da Charles Peirce (il quale ammirava De Morgan e lo aveva incontrato poco prima della sua scomparsa); successivamente fu ripreso e ampliato ulteriormente da Ernst Schröder nel vol. 3 della sua opera Vorlesungen über die Algebra der Logik.
L'algebra relazionale si è dimostrata critica per i Principia Mathematica di Bertrand Russell e Alfred North Whitehead. Quest'algebra è stata oggetto di indagini ulteriori dal 1940 in poi da parte di Alfred Tarski e dei suoi colleghi e allievi presso la University of California.

## Varie
In suo onore è stato denominato un gruppo di crateri lunari oggi noti con il nome di crateri di De Morgan.
L'anno della sua nascita può essere trovato risolvendo un indovinello che lui stesso ha proposto. "Ho compiuto {\displaystyle x} anni nell'anno {\displaystyle x^{2}}" (Aveva 43 anni nel 1849). Il problema in astratto è indeterminato, ma risulta univocamente determinato se si tiene conto del secolo nel quale è stato proposto e dei normali limiti della vita umana.

## Opere
- First notions of Logic, su books.google.com.
- The elements of algebra, su books.google.com.
- Trigonometry and double algebra, su archive.org.
- Elements of trigonometry, and trigonometrical analysis, preliminary to the differential calculus: fit for those who have studied the principles of arithemetic and algebra, and six books of Euclid, su archive.org.
- Elementary illustrations of the differential and integral calculus, su archive.org.
- The differential and integral calculus, su books.google.com.
- An explanation of the gnomonic projection of the sphere; and of such points of astronomy as are most necessary in the use of astronomical maps: being a description of the construction and use of the larger and smaller maps of the stars; as also of the six maps of the earth, su archive.org.
- An essay on probabilities : and on their application to life contingencies and insurance offices, su archive.org.
- Syllabus of a proposed system of logic, su archive.org.
- Formal Logic or The Calculus of Inference, su books.google.com.